# Mont Toby
Le mont Toby est le point culminant de l'arête rocheuse de Metacomet Ridge qui appartient aux Appalaches. Cette montagne est en grande partie constituée de collines boisées et s'étend dans l'État du Massachusetts. Sa base a une forme ovale et fait environ 3 km sur 5,.
La montagne dispose de zones boisées, de cascades et de petites mares d'origine glaciaire importants pour la biodiversité de la zone. Au sommet se trouve une tour qui offre aux visiteurs un panorama sur toute la région environnante. Le sud de la montagne dispose de quelques falaises surplombant la vallée du fleuve Connecticut.

## Géographie

### Faune et flore

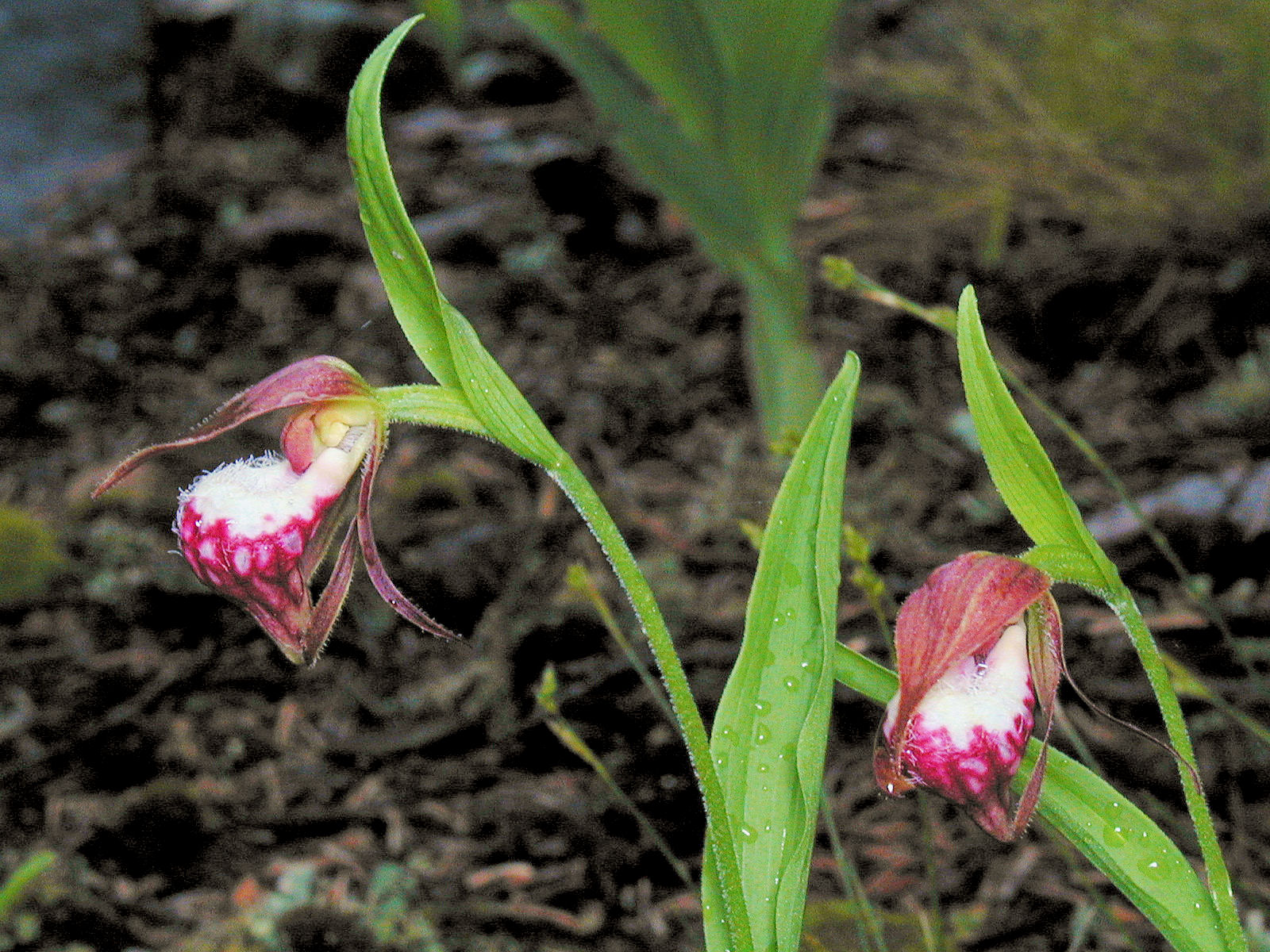
Ram's Head Lady Slipper

Le mont Toby est considéré comme une des zones les plus riches en termes de biodiversité de la Nouvelle-Angleterre. On y trouve de nombreuses espèces de fougères et d'orchidées comme le Cypripède royal et le Cypripède tête-de-bélier. Contrairement aux régions proches, le mont ne fut jamais déboisé totalement pour développer l'agriculture. Il fut toutefois exploité par l'industrie forestière,.

### Géologie
D'un point de vue géologique, la montagne se compose d'une couche sédimentaire constituée de conglomérats portant le nom de Mount Toby Conglomerate. La couche géologique inférieure de la montagne est composée d'arkose, la couche intermédiaire de basalte alors que le sommet se compose de la couche de conglomérats. Le basalte indique que la montagne a une origine volcanique. Les flancs occidentaux et méridionaux sont traversés par des ruisseaux qui se jettent dans le fleuve Connecticut. Le flanc oriental est traversé par le ruisseau Long Plain Brook qui se jette aussi dans le fleuve tandis que le flanc septentrional est traversé par le Cranberry Pond Brook, un autre affluent du fleuve.

### Hydrographie

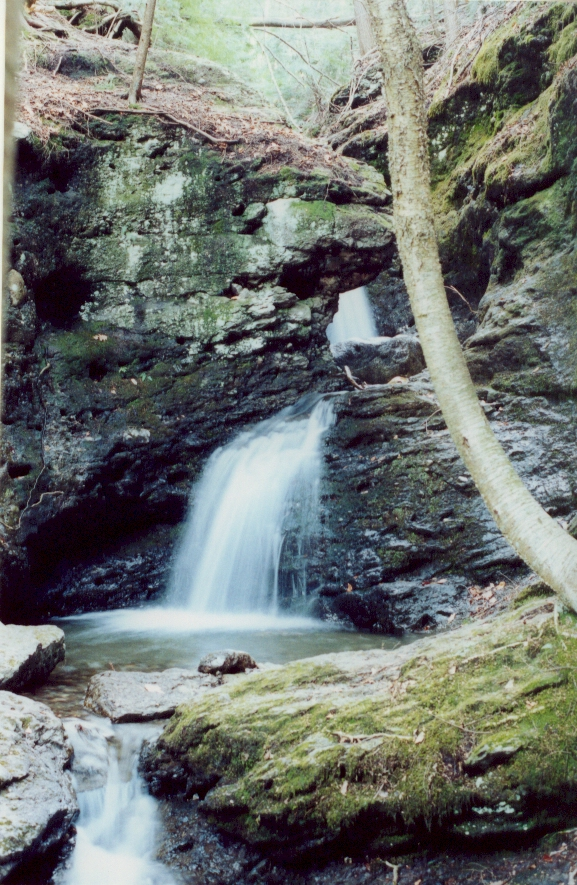
Cascades de Roaring Falls.

Roaring Falls, située à l'est du mont, est une série de cascades et de bassins disposés sur une dénivellation d'une trentaine de mètres. Les cascades sont gelées durant l'hiver. Au printemps, le débit de l'eau est important tandis qu'en été, lorsqu'il fait sec, le débit se réduit à un simple filet d'eau. Le lieu est accessible grâce à un sentier de randonnée. La cascade de Gunn Brook Falls se situe à l'ouest du mont près du fleuve Connecticut. On trouve également sur la montagne les Slatestone Brook Falls, Dogslip Falls et Green Swamp Brook Falls,.

## Histoire
Le mont Toby est nommé en hommage au capitaine Elnathan Toby, un colon de Springfield qui serait le premier homme d'origine européenne à avoir atteint son sommet. Comme pour de nombreux autres monts de la région du fleuve Connecticut, un hôtel a été construit à son sommet. Celui-ci fut détruit par un incendie et ne fut jamais reconstruit. Le mont a été racheté par le Massachusetts Agricultural College (University of Massachusetts) à Amherst. Il est géré par cette université au sein du Mount Toby State Demonstration Forest. Bien qu'une partie importante du mont soit protégée par différents organismes publics, une partie appartient à des propriétaires privés dont une compagnie d'exploitation forestière.

## Activités

### Tourisme

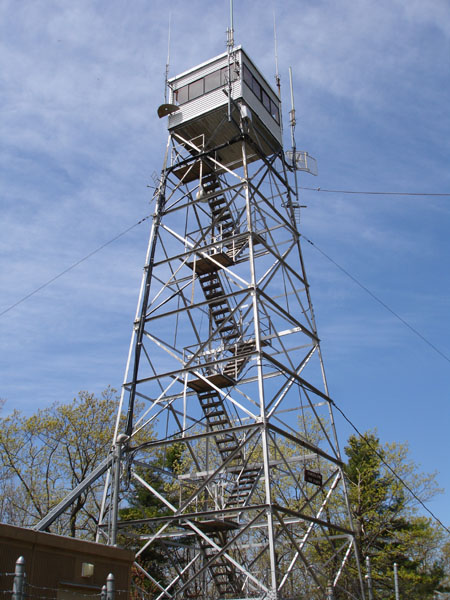
La tour au sommet du mont Toby.

Le mont Toby et sa région sont une destination populaire pour les randonneurs car la montagne est traversée par de nombreux sentiers comme le Robert Frost Trail, qui est long de 76 km. On y pratique également la randonnée à cheval, la pêche, le patin à glace, le ski de fond et le vélo tout terrain.

### Protection environnementale
Bien que des parcelles significatives de la montagne soient protégées au sein de la Mount Toby State Demonstration Forest et d'autres propriétés de l'État du Massachusetts, ou encore gérées par la Nature Conservancy, le Trustees of Reservations, le United States Fish and Wildlife Service et des associations écologiques locales, la plus grande partie reste toutefois aux mains de propriétaires privés, notamment la Cowl’s Lumber Company.